# Дерик Роуз
Дерик Роуз (енгл. Derrick Martell Rose; Чикаго, Илиноис, 4. октобар 1988) бивши је амерички кошаркаш. Играо је на позицији плејмејкера.

## Каријера
Кошарку је научио да игра уз своја три старија брата и био је велики обожавалац Мајкла Џордана, тадашњег главног играча Чикаго булса и најбољег кошаркаша свих времена. Похађао је средњу школу „Simeon Career Academy“. 
Похађао је универзитет у Мемфису где је играо за Мемфис тајгерсе. Године 2008. дошао је и до НЦАА националног првенства. Кратко након тога Роуз је позван на НБА драфт 2008. где је изабран од стране Чикаго булса. У својој првој години као професионални кошаркаш био је проглашен за НБА новајлију године и одабран је у најбољи тим новајлија сезоне. Већ у другој сезони био је изабран за НБА Ол-стар утакмицу. 
Наступао је као стартни плејмејкер америчке кошаркашке репрезентације на Светском првенству у кошарци 2010. у Турској где је освојио златну медаљу. Исти успех је поновио и четири године касније на Светском првенству у Шпанији.
Дерик је 3. маја 2011. године проглашен најкориснијим играчем НБА лиге. Тиме је постао најмлађи играч у НБА лиги који је стигао до тог признања. Роуз и Мајкл Џордан су једини играчи Чикаго булса који су постали МВП НБА-лиге.

## Успеси

### Појединачни
- Најкориснији играч НБА (1): 2010/11.
- НБА Ол-стар меч (3): 2010, 2011, 2012.
- Идеални тим НБА — прва постава (1): 2010/11.
- Новајлија године НБА: 2008/09.
- Идеални тим новајлија НБА - прва постава: 2008/09.
- Победник НБА такмичења у вештинама (1): 2009.

### Репрезентативни
- Светско првенство:  2010,  2014.